# Bleckhausen

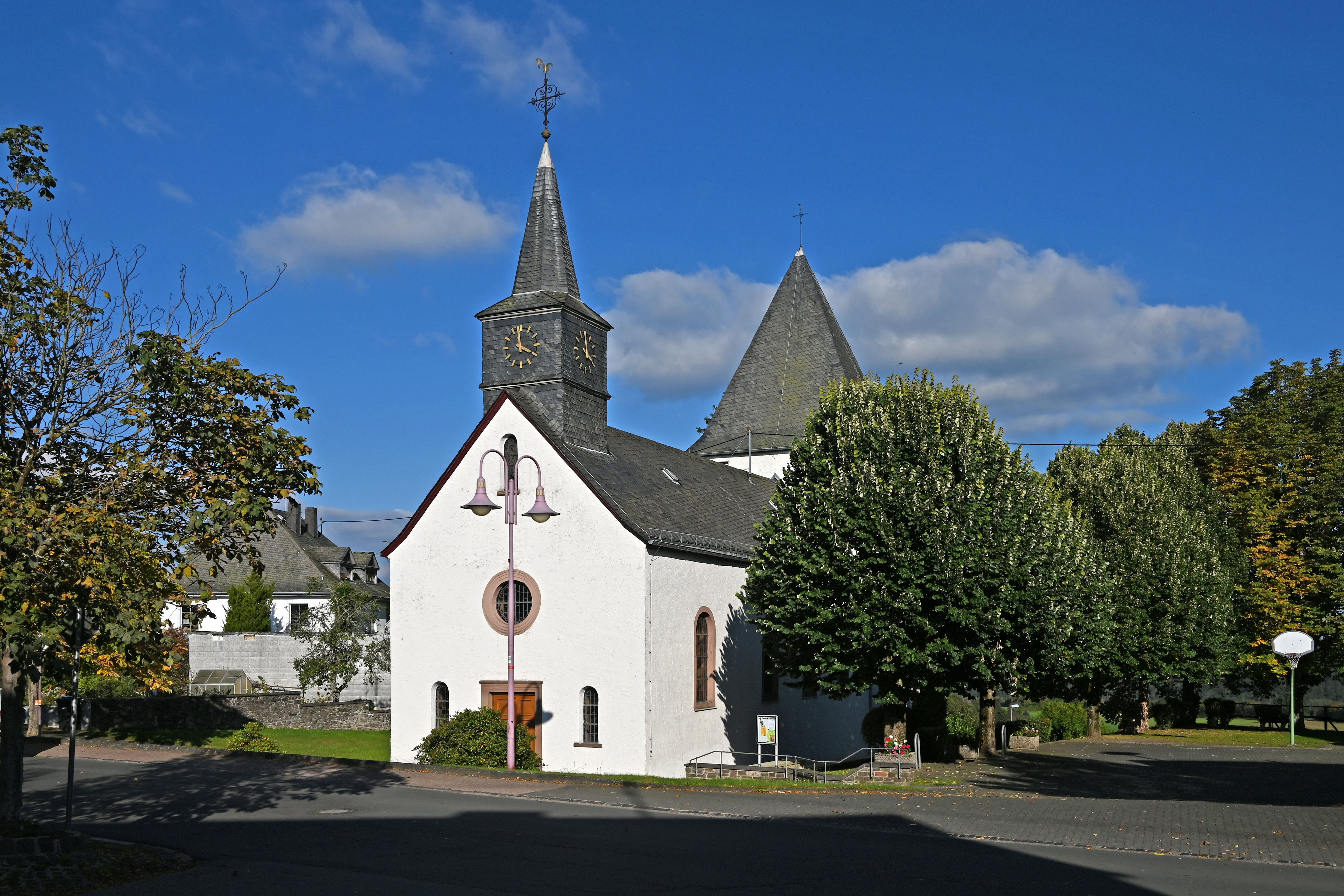
St. Antonius von Südwesten

Bleckhausen (In Eifeler Mundart: „Blääkes“) ist eine Ortsgemeinde im Landkreis Vulkaneifel in Rheinland-Pfalz. Sie gehört der Verbandsgemeinde Daun an.

## Geographische Lage
Bleckhausen liegt südöstlich von Weidenbach zwischen der kleinen Kyll und der Lieser.
Südöstlich der Gemeinde liegt das Naturschutzgebiet Wacholdergelände bei Bleckhausen, das größte seiner Art in der gesamten Eifel.
Zu Bleckhausen gehören auch die Wohnplätze Bleckhausenermühle und Hof an der Mark.

## Geschichte
Die älteste bekannte Urkunde ist vom 15. Juni 1354, in der vom Trierer Erzbischof Boemund II (1354–1362) die unter Erzbischof Balduin (1307–1354) erbaute Kapelle zu Bleckhausen bestätigt wurde. Im Jahre 1721 befanden sich 25 Einwohner in Bleckhausen.
Bis zum Ende des 18. Jahrhunderts gehörte Bleckhausen landesherrlich zum Kurfürstentum Trier und stand unter der Verwaltung und der Gerichtsbarkeit des Amtes Manderscheid.
Im Jahr 1794 wurde das Linke Rheinufer im ersten Koalitionskrieg von französischen Revolutionstruppen besetzt. Von 1798 bis 1814 gehörte Bleckhausen zum Kanton Manderscheid im Saardepartement.
Im Jahr 1803 wurde Bleckhausen zur Sukkursal- oder Hilfspfarrei erhoben, bis dahin war der Ort nach Manderscheid eingepfarrt. Der Pfarrei Bleckhausen wurde auch Schutz zugewiesen.
Auf dem Wiener Kongress (1815) kam die Region an das Königreich Preußen, Bleckhausen wurde 1816 dem neu errichteten Kreis Daun im Regierungsbezirk Trier zugeordnet und von der Bürgermeisterei Weidenbach verwaltet.
Nach dem Zweiten Weltkrieg wurde die Gemeinde Bleckhausen innerhalb der französischen Besatzungszone Teil des damals neu gebildeten Landes Rheinland-Pfalz.

## Politik

### Bürgermeister
Markus Göbel (parteilos) wurde am 27. August 2019 Ortsbürgermeister von Bleckhausen. Da bei der Direktwahl am 26. Mai 2019 kein Bewerber angetreten war, oblag die Neuwahl des Bürgermeisters gemäß Gemeindeordnung dem Rat. In seiner konstituierenden Sitzung wählte er Göbel für fünf Jahre ins Amt. Bei der Direktwahl am 9. Juni 2024 wurde er ohne Gegenkandidaten mit 93,3 % der Stimmen in seinem Amt bestätigt.
Göbels Vorgänger Egon Bauer hatte das Amt 25 Jahre ausgeübt.

### Wappen
| Wappen von Bleckhausen | Blasonierung: „In Silber ein roter Schrägrechtsbalken, belegt mit einer goldenen Zickzackleiste; oben ein schwarzes Antoniuskreuz, unten drei blaue Wellenleisten.“ |
| Wappen von Bleckhausen | |

## Sehenswürdigkeiten
- Zur Ortsgemeinde gehört die unter Denkmalschutz stehende Bleckhausener Mühle. Sie wird 1718 erstmals erwähnt. Teile des Mahlwerkes sind noch erhalten. Anfang des 20. Jahrhunderts musste in dem kleinen Mühlengebäude neben den Arbeitsräumen noch die vierzehnköpfige Müllerfamilie untergebracht werden.[9]
- Die Wacholderheide und das Naturdenkmal „Drei Eichen“.

Siehe auch: Liste der Kulturdenkmäler in Bleckhausen

## Söhne und Töchter der Gemeinde
- Erwin Stolz (* 1964), Neurologe